# Metiltriossorenio
Il metiltriossorenio è il composto metallorganico con formula CH3ReO3, spesso scritto MeReO3 e abbreviato con MTO. In condizioni normali si presenta come solido incolore volatile. Il composto è disponibile in commercio ed è usato come catalizzatore in varie reazioni di chimica organica.

## Struttura
Il metiltriossorenio è un composto molecolare. Il renio ha numero di ossidazione +7, ed è coordinato con struttura tetraedrica ad un gruppo metile e tre leganti osso (O2–). La struttura della molecola è stata determinata per diffrazione elettronica in fase gassosa. La forma è quella mostrata nella figura; la distanza Re–C è 206,0 pm, quella Re–O è 170,9 pm, e l'angolo C–Re–O è 106,0°.

## Sintesi
Il metiltriossorenio fu preparato per la prima volta nel 1978 esponendo Me4ReO o Me3ReO2 all'aria a pressione atmosferica.
Può essere sintetizzato in vari modi; uno è la reazione tra perrenati, trimetilclorosilano e tetrametilstagno. Si tratta di un conveniente metodo one-pot, anche se il meccanismo è complesso, e si può così schematizzare:
NaReO4  +  Me3SiCl → Me3SiOReO3
2 Me3SiOReO3 → Re2O7
Re2O7 +  Me3SiCl → ClReO3
ClReO3 + SnMe4 → MeReO3
Un altro metodo più economico e meno inquinante prevede l'utilizzo di perrenato d'argento, cloruro di acetile e acetato di metilzinco. La sintesi è schematizzabile come:

AgReO4 {\displaystyle {\ce {->[{\text{cloruro di acetile}}]}}} MeC(O)-OReO3 {\displaystyle {\ce {->[{\text{acetato di metilzinco}}]}}} MeReO3

## Proprietà
CH3ReO3 è un composto molto stabile termicamente e si decompone solo sopra i 300 ºC. Pur essendo un composto organometallico è stabile all'aria. È solubile in acqua e in una varietà di solventi organici come acetonitrile, benzene, cloroformio, etanolo.
Le soluzioni in acqua sono stabili a temperatura ambiente, ma per riscaldamento a 70 ºC si forma un polimero organometallico di colore oro con formula empirica {H0,5[(CH3)0,9ReO3]}n. Questa reazione è irreversibile.
In soluzione basica MTO non è stabile e reagisce rapidamente formando metano e perrenato:
CH3ReO3 + OH– → CH4  +  ReO4–
Per irradiazione con luce UV si ha rottura omolitica del legame Re–C, con successiva parziale ricombinazione dei radicali formati •CH3 e •ReO3.
CH3ReO3 è un acido di Lewis dato che possiede due siti di coordinazione liberi, e di conseguenza reagisce formando addotti con basi di Lewis.

## Applicazioni
CH3ReO3 è un catalizzatore particolarmente versatile in varie reazioni organiche come epossidazione e metatesi delle olefine, ossidazione di composti aromatici e di solfuri organici.